# SPX Corporation

Altes Logo

SPX ist ein US-amerikanischer Industriekonzern mit Sitz in Charlotte, North Carolina. Das Unternehmen wurde 1912 in Muskegon, Michigan, als Automobilzulieferer unter dem Namen Piston Ring Company gegründet. Der Name wurde 1931 in Sealed Power Corporation und schließlich 1988 in SPX geändert. Seit 1972 ist SPX börsennotiert.
2015 wurde der Geschäftsbereich SPX FLOW abgespalten und an die Börse gebracht.

## Geschäftsfelder
Der Konzern ist heute stark diversifiziert und gliedert sich in vier Sparten:
- Strömungstechnik (Flow Technology)
- Messtechnik (Test and Measurement)
- Wärmetechnik und -dienstleistungen (Thermal Equipment and Services)
- Industrieprodukte und -dienstleistungen (Industrial Products and Services)
  - SPX Transformer Solutions[6]

In Deutschland ist SPX unter anderem über den Bereich Wärmetechnik (SPX Cooling Technologies, ehemals Balcke-Dürr und Spanner-Pollux) tätig.
Standorte in Deutschland sind unter anderem:
- Norderstedt (Bran + Luebbe GmbH)
- Ratingen (Balcke-Dürr GmbH, weitere Standorte in Beckum, Wenden, Stuttgart, Düsseldorf und Zeitz)

Das Unternehmen war mit der Organisation SPX Service Solutions im Bereich der Werkstattausrüstung für Kfz-Werkstätten aktiv. Zu SPX Service Solutions zählen auch die Marken Tecnotest, Robinair, AutoBoss und OTC Europe. Am 24. Januar 2012 wurde bekannt, dass die SPX Sparte Service Solutions von Bosch übernommen wurde.